# Chùa Hoằng Phúc
17°11′57″B 106°48′50″Đ / 17,19917°B 106,81389°Đ

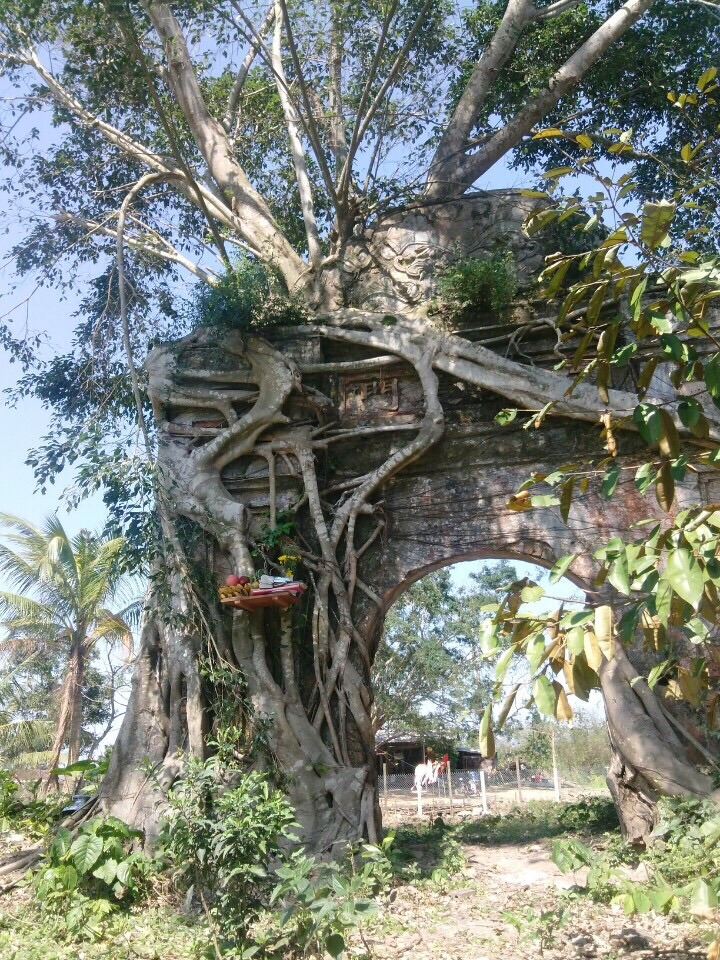
Phế tích cổng chùa

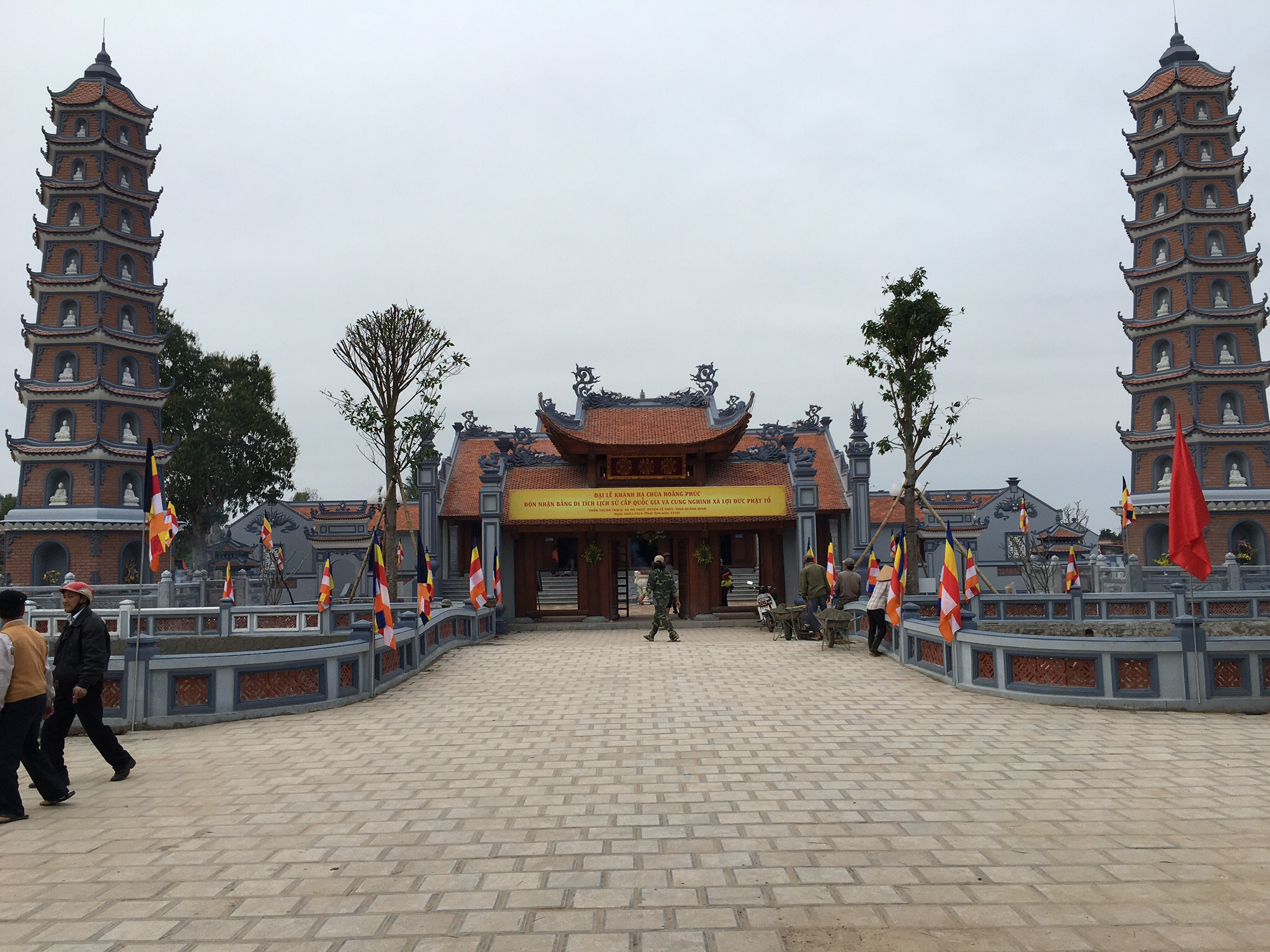
Chùa Hoằng Phúc

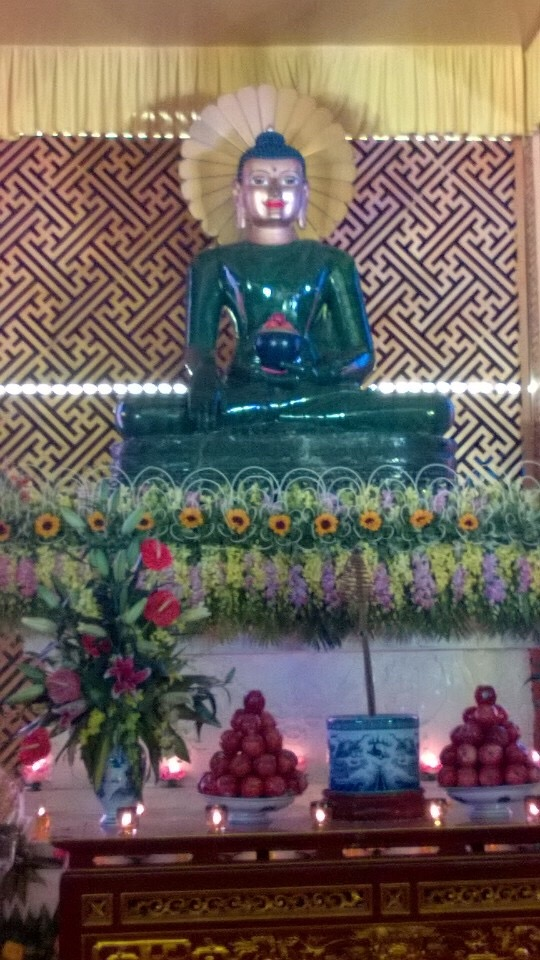
Tượng Phật Ngọc tại chùa Hoằng Phúc từ ngày 27 tháng 3 đến ngày 5 tháng 4 năm 2016

Chùa Hoằng Phúc (còn có tên là chùa Kính Thiên, chùa Quan) là một ngôi chùa ở thôn Thuận Trạch, xã Mỹ Thủy, huyện Lệ Thủy, tỉnh Quảng Bình. Đến thời điểm năm 2014, chùa đã có lịch sử 700 năm, là một trong những ngôi chùa cổ nhất miền Trung Việt Nam.

## Lịch sử
Năm 1301, Phật hoàng Trần Nhân Tông đã ghé thăm và cầu phúc đức cho dân, lúc đó Hoằng Phúc là am Tri Kiến. Năm 1716, chúa Nguyễn Phúc Chu đặt tên chùa là Kính Thiên tự. Năm 1821, vua Minh Mạng trong chuyến ngự giá Bắc tuần, ghé thăm chùa và cho đổi tên là Hoằng Phúc tự, tục danh chùa Trạm hay chùa Quan.
Trải qua thời gian, chùa đã bị hư hại, chùa bị sụp đổ trong cơn bão số 12 năm 1985. Đến thời điểm năm 2014, có một số hiện vật của chùa được lưu giữ như: mõ, một quả chuông bằng đồng cân 80 kg, cao 1,1m, đường kính 0,5m có tai treo chạm nổi hai con rồng miệng ngậm ngọc cùng nhiều hoa văn tinh xảo, tượng Phật, lư hương, đế đèn, bình hoa, tòa sen.
Năm 2010, chùa này được Ủy ban nhân dân tỉnh Quảng Bình xếp hạng là di tích lịch sử cấp tỉnh.

## Phục dựng
Ngày 30/11/2014, công trình phục dựng chùa Hoằng Phúc do UBND huyện Lệ Thủy làm chủ đầu tư với tổng số vốn 40,4 tỷ đồng từ đóng góp của cá nhân và các doanh nghiệp, nhà hảo tâm và phật tử trong cả nước. Chùa Hoằng Phúc được phục dựng, tôn tạo theo hướng chính và giữ nguyên trạng chùa cũ, theo lối chùa cổ thời nhà Trần, gồm: tam quan ngoại, tam quan nội, tháp phật, tam bảo chùa. Công trình dự kiến hoàn thành vào năm 2016.
Ngày 16/1/2016, chùa đã được làm lễ khánh hạ. Chùa được Giáo hội Phật giáo Myanmar tặng viên xá lợi của Phật tổ Thích Ca Mâu Ni từ chùa Vàng Shwedagon (Yangon, Myanmar)
.
Nhân dịp khánh hạ, Bộ Văn hóa, Thể thao và Du lịch đã trao bằng Di tích quốc gia Việt Nam.